# Neo-otomanismo
Neo-otomanismo (turco: Yeni Osmanlıcılık) é um ideologia política turca que, em seu sentido mais amplo, promove um maior engajamento político da moderna República da Turquia dentro de regiões anteriormente sob o domínio do Império Otomano, o seu estado predecessor.
A palavra foi inventada pelos gregos após a Invasão turca de Chipre, em 1974.

## História
Ela tem sido usada para descrever a política externa turca sob o Partido da Justiça e Desenvolvimento, que tomou o poder em 2002, sob o primeiro-ministro Recep Tayyip Erdoğan. Neo-otomanismo é uma mudança dramática da política externa turca tradicional da ideologia Kemalista, que destacou olhando para o oeste em direção à Europa com o objetivo de evitar a instabilidade e sectarismo do Oriente Médio. A mudança de este conceito em política externa turca sob o governo de Turgut Özal tem sido descrito como o primeiro passo para a neo-otomanismo.

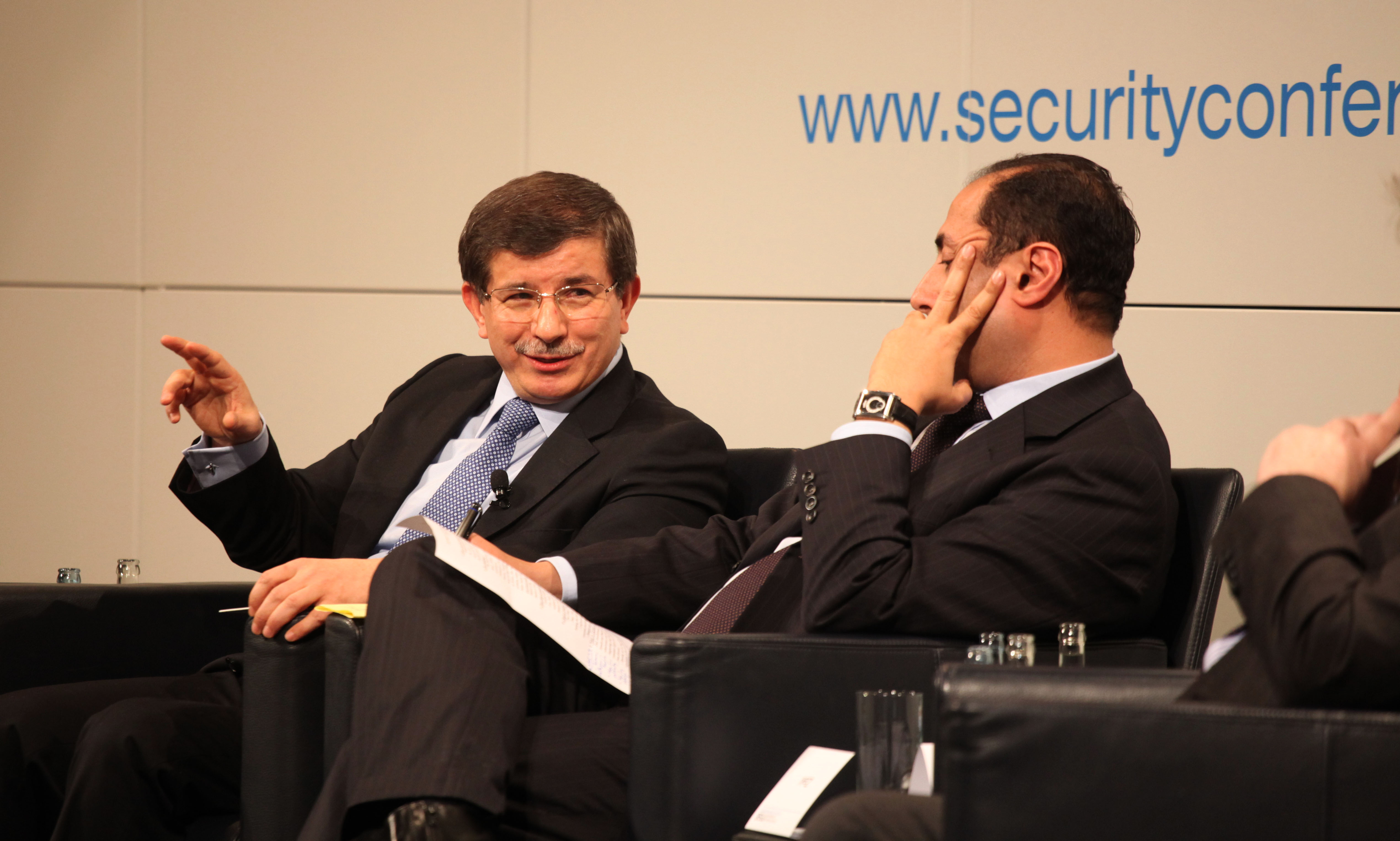
Ahmet Davutoğlu, ex-Ministro das Relações Exteriores e Primeiro-Ministro, e Hossam Zaki, conselheiro dele, no Cairo.

O Império Otomano foi uma potência mundial influente que, em seu pico, controlou os Balcãs, a maior parte do moderno Oriente Médio, a maioria dos norte da África e do Cáucaso. A política externa Neo-Otomana promove um maior engajamento nessas regiões como parte da crescente influência regional da Turquia, seguindo uma doutrina assumidamente saudosista da época anterior. A Turquia usa também seu poder de persuasão para alcançar os seus objetivos. No entanto relações da Turquia com Israel, seu aliado tradicional, sofreram especialmente após a Operação Chumbo Fundido  e no Ataque à Flotilha da Liberdade. Apesar disso, a Turquia no início da Guerra Civil Síria coordenou com Israel e cedeu bases aéreas para ataques em apoio aos rebeldes sírios. O governo turco também tem mandado tropas clandestinamente pelo menos desde 2010 para auxiliar o suporte ao EIIL.